# Лачинов, Ибрагим Сабзиевич
Ибрагим Сабзи́евич Лачи́нов (Махачкала, Дагестанская АССР, РСФСР, СССР) — российский борец вольного стиля. Призёр чемпионата России. Выступал в категории до 57 кг.

## Карьера
В 1996 году становился бронзовым призёром чемпионата России. После завершения спортивной карьеры Ибрагим проживает в Норвегии, где тренирует и воспитывает детей.

## Биография
По национальности лезгин. Родом из селения Ахты. Его братья — Раджаб и Асадулла также являются мастерами спорта. Асадулла выступает за Белоруссию, участвовал на Олимпийских играх 2016 года. Сын — Саид, занимается греко-римской борьбой в Норвегии, представляет город Фауске. 

## Достижения
- Чемпионат России по вольной борьбе 1996 — ;